# Abebe Aragai

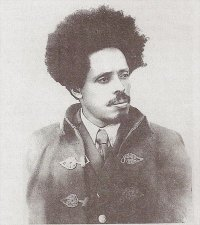
Abebe Aragai

Ras Abebe Aragai, auch Abebe Aregai (amharisch አበበ አረጋይ; * 18. August 1903; † 12. Dezember 1960 in Addis Abeba), war ein äthiopischer Polizeioffizier, Widerstandskämpfer und Politiker. Aragai war einer der Anführer des äthiopischen Widerstandes, der sogenannten Arbegnoch (amharisch für „Patrioten“), während der italienischen Besetzung Äthiopiens von 1936 bis 1941.

## Leben
Aragai wurde religiös erzogen und erhielt eine Ausbildung in Rechts- und Verwaltungswissenschaften. Er besuchte die staatliche Eliteschule Tafi Makonnen in Addis Abeba und kam anschließend in die Dienste von Haile Selassie. 1930 wechselte er in den Polizeidienst. Bei Ausbruch des Abessinienkrieges am 3. Oktober 1935 war er Polizeichef in Addis Abeba. Nach der Flucht Haile Selassies aus Addis Abeba und dem Einmarsch der italienischen Truppen unter dem Befehl von General Emilio De Bono am 5. Mai 1936, floh Aragai mit einigen treuen Anhängern in seine Heimatprovinz Shoa und organisierte dort den Widerstand gegen die italienische Besatzung.
Alle Versuche der Italiener, ihn gefangen zu nehmen oder zu töten, scheiterten. Nach der Befreiung Addis Abebas im April 1941 wurde er von Selassie zum Ras erhoben und zum Gouverneur der Stadt ernannt. Bis 1947 wurden ihm auch die Provinzen Sidamo und Tigray anvertraut. Anschließend war er bis 1949 Kriegsminister und von 1949 bis 1955 Innenminister sowie von 1955 bis 1960 Verteidigungsminister. Am 17. November 1957 wurde er zudem zum zweiten Ministerpräsident seines Landes ernannt. Das Amt des Ministerpräsidenten wurde von Kaiser Haile Selassie 1942, ein Jahr nach seiner triumphalen Rückkehr nach der italienischen Invasion, im Zuge einer gesellschaftlichen und ökonomischen Modernisierung neu geschaffen. Aragai wurde während des Putschversuches am 16. Dezember 1960 vom Befehlshaber der kaiserlichen Garde Mengistu Newaye, einem der Anführer der Putschisten, erschossen.
Bis zu seinem gewaltsamen Tod war Abebe Aragai Ministerpräsident seines Landes.